# Sua maestà viene da Las Vegas
Sua maestà viene da Las Vegas (King Ralph) è un film del 1991 diretto da David S. Ward.

## Trama
Ralph Jones, un cantante maldestro e squattrinato di Las Vegas, diventa Re del Regno Unito, dopo la morte accidentale, a causa di un corto circuito elettrico, dell'intera famiglia reale. Lui si scopre infatti, dopo approfondite ricerche, essere l'unico erede rimasto in vita della famiglia reale.
Viene "reclutato" a Las Vegas dal segretario personale Phipps e dalla guardia del corpo Tommy e portato a Londra, dove lo aspetta Willingham, il segretario particolare del Re. Così il nuovo Re Ralph I intraprende la sua carriera di reale in modo goffo e del tutto particolare, combinando guai a non finire. Una sera durante una fuga il Re conosce una "spogliarellista" di nome Miranda, la quale però in un primo momento, sotto corruzione di un funzionario reale, Lord Graves, tenterà di farlo innamorare per poi creare lo scandalo nazionale.
Alla fine vincerà l'amore fra i due e verrà arrestato Lord Graves, con l'accusa di aver intralciato la legittima successione del Re del Regno Unito. Ralph usa il Treason Act 1702 come giustificazione per ordinare l'arresto di Lord Graves con l'accusa che Graves ostacolava la successione al trono. Fino poi ad arrivare al colpo di scena finale, in cui un altro personaggio prenderà il posto di Ralph sul trono britannico. Si scoprirà infatti che Willingham è in realtà un fratellastro del re, e quindi pienamente legittimato a sostituirlo con onore. Ralph viene nominato duca e inizia una carriera musicale in una villa con studio incorporato.

## Produzione
Il film è stato girato in vari luoghi del Regno Unito. Le scene ambientate a Buckingham Palace sono state filmate a Wrotham Park, Syon House, Somerset House, Harewood House, Old Royal Naval College, Apsley House, Belvoir Castle, Hagley Hall, Lancaster House e Blenheim Palace. Warwick Castle e Hever Castle sono stati usati per gli interni ambientati nel Castello di Windsor. La Stazione di Londra St Pancras per l'arrivo della famiglia reale finlandese. Highclere Castle come residenza di Lord Graves. La cittadina di Dalton, nel South Yorkshire, per la residenza dei genitori di Miranda.